# Westerdunes
Westerdunes ist eine Villa in der schottischen Stadt North Berwick in der Council Area East Lothian. 1971 wurde das Gebäude in die schottischen Denkmallisten in der höchsten Kategorie A aufgenommen. Ehemals beherbergte Westerdunes einen Hotelbetrieb.

## Beschreibung
Westerdunes wurde im Jahre 1908 erbaut. Neben Carlekemp und Bunkerhill ist es eine von drei elisabethanischen Villen an der Abbotsford Road am Westrand von North Berwick. Stilistisch weist es größere Ähnlichkeit mit Carlekemp auf. Wahrscheinlich war der schottische Architekt George Washington Browne in die Planung des Gebäudes involviert. Ein Schüler von Edwin Lutyens und Gertrude Jekyll zeichnet möglicherweise für die Planung der umgebenden Gartenanlage verantwortlich.
Drei Kreuzgiebel dominieren die nordexponierte Frontseite des zweistöckigen Hauptgebäudes. Mittig befindet sich das zurückversetzte Portal mit gedrungenem Rundbogen. Darüber ist ein Drillingsfenster mit flankierenden Zwillingsfenstern eingelassen. Zu beiden Seiten erstrecken sich Ausluchten über zwei Stockwerke. In dem links gelegenen, zurückversetzten Flügel war einst ein Billardraum eingerichtet. Die dortigen Fenster schließen mit flachen Segmentbögen; der Gebäudeteil mit einem steilen Satteldach. Die Gebäuderückseite ist ähnlich der Vorderseite gestaltet. Die Dächer sind mit Schiefer aus Westmorland eingedeckt.